# Saseline Sørensen
Saszeline "Line" Emanuelle Dreyer (født Saseline Sørensen den 26. juli 1982 i Perak, Malaysia) er en dansk sangerinde, sangskriver, model, aktivist, og tidligere studievært, der blev kendt som den ene halvdel af popduoen S.O.A.P. i slutningen af 1990'erne.

## Karriere
Fra 1998 til 2002 udgjorde hun, sammen med søsteren Heidi, popduoen S.O.A.P., der hittede såvel nationalt som internationalt med sange som ''Let Love Be Love'', "This Is How We Party" og "S.O.A.P. Is in the Air", skrevet af Remee. Gruppen solgte næsten to millioner album og singler på verdensplan.
Fra 2002 til 2003 arbejdede Saszeline som studievært på musikprogrammet Boogie på DR1, og i 2006 på TV3s boligprogram 2. g. th.. Hun har desuden arbejdet som model hos Scoop Models, samt indsunget introsangen til tv-serien Kim Possible på dansk.
Saszeline udgav sit første soloalbum, Restart, den 25. januar 2010 på Sony Music, Ord og Pladeproduktion og disco:wax. Førstesinglen "Best Friend", der er skrevet i samarbejde med Jonas Gülstorff, udkom den 5. oktober 2009.

## Kontroverser
Under COVID-19 epidemien i 2020 gjorde Saseline sig bemærket, da hun igennem sin Instagram-profil delte konspiratorisk materiale vedrørende en mulig kommende COVID-19 vaccine - blandt andet at Bill Gates har planer om at give alle en vaccine mod COVID-19, som indeholder en mikrochip.
Saseline fik lukket sin Instagram-profil 16. september 2020 efter gentagen deling af kontroversielt indhold om coronavirus. Blandt andet opfordrede hun sine følgere til at lade være med at bruge mundbind i offentlig transport, selv om det på daværende tidspunkt var et påbud fra myndighederne.
At hun delte kontroversielt indhold, havde flere gange fået Instagram til at fjerne hendes opslag. Det skete med den begrundelse, at opslagene indeholder "falske oplysninger". Saseline havde ca. 90.000 følgere på Instagram, da profilen blev lukket ned.

## Privatliv
Saseline er datter af en malaysisk-indisk-indonesisk mor og en dansk far. Hun er født i Malaysia, men er opvokset i Næstved med storesøsteren Heidi og lillebroderen Daniel samt endnu en bror.
Hun er tidligere kæreste med tennisspilleren Frederik Fetterlein, som hun mødte under optagelserne til Robinson Landskamp i Malaysia i august 2004. Saszeline fødte parrets første fælles barn, Sean, i februar 2008. Parret gik fra hinanden i september 2008.
Fra december 2009 til november 2010 var hun kæreste med DJ'en Morten Breum.
Den 22. februar 2015 fødte hun sønnen Dexter Christian Dreyer. Faren er Michael Dreyer, som hun var i et forhold med fra 2013 til juni 2016.
I 2016 skiftede hun fra fødenavnet Saseline Sørensen til Saszeline Emanuelle Dreyer efter et besøg hos en numerolog.

## Solodiskografi

### Solo
Album
- Restart (2010)

Singler
- "Poster Girl" (2005)
- "Best Friend (2009)
- "I Hate to Say It" (2010)

### Med S.O.A.P.
- Not Like Other Girls (1998)
- Miracle (2000)